# Моноліт Рекордс
Моноліт Рекордс — російський лейбл звукозапису, заснований Антоном Проніним та Юрієм Слюсарем за підтримки продюсерського центру «Моноліт» Максима Фадєєва в 1994. Один з найбільших лейблів звукозапису в Росії.
Лейбл здійснює випуск збірок поп-музики — "XXXL", "Нова Іграшка" та "Гаряча 20-ка". Серед інших відомих релізів лейблу – проекти Максима Фадєєва: Глюк'OZA, Лінда, Катя Лель, Serebro, Іраклі, Molly та ін.
За словами комерційного директора лейбла, в 2004 році компанія продала 3 млн. компакт-дисків і 4 млн. касет, виручивши близько 6 млн. доларів. До 30-40 % відсотків продукції збувалося у країнах ближнього зарубіжжя, наприклад, в Україні, де 2004 року компанія реалізувала до чверті тиражей.
У 2007 році компанія програла позов Андрію Разіну, творцю групи «Ласковый май», який звинуватив звукозаписні компанії лейблу в незаконному поширенні записів групи. У свою чергу, того ж 2007 року «Моноліт» виграв позов проти музичного магазину, який незаконно розповсюджував альбоми Глюкози, «Непари», Юлії Савичової та «Лігалайза» без згоди правовласника.
З 2006 року керівник лейблу Юрій Слюсар (син Бориса Миколайовича Слюсаря, який очолював Ростівський вертолітний завод), керує Національною федерацією виробників фонограм[.